# جاك سو (سياسي)
جاك سو (بالصينية: 蘇澤光) هو قاضي صلح ‏ وشخصية أعمال وسياسي صيني، ولد في 12 فبراير 1945. انتخب عضو في اللجنة الوطنية لجمهورية الصين الشعبية خلال فترته النيابية ‏.